# Atletica leggera ai Giochi della XXII Olimpiade - Lancio del disco maschile

Video della Finale

Il lancio del disco ha fatto parte del programma maschile di atletica leggera ai Giochi della XXII Olimpiade. La competizione si è svolta nei giorni 27 e 28 luglio 1980 allo Stadio Lenin di Mosca.

## Presenze ed assenze dei campioni in carica
| Competizione         | Atleta           | Prestazione | Mosca 1980 |
| -------------------- | ---------------- | ----------- | ---------- |
| Europei 1978         | Wolfgang Schmidt | 66,82 m     | Presente   |
| Coppa del mondo 1979 | Wolfgang Schmidt | 66,02 m     | Presente   |

## Assenti a causa del boicottaggio
Nota: le prestazioni, ove non indicato, si riferiscono all'anno olimpico.
| Campione del Commonwealth      | 59,70 m | 1978      | Borys Chambul |
| Campione olimpico              | 67,50 m | 1976      | Mac Wilkins   |
| Campione panamericano          | 63,30 m | 1979      | Mac Wilkins   |
| Primatista mondiale stagionale | 70,98 m | 9 luglio  | Mac Wilkins   |
| Secondo atleta della stagione  | 69,46 m | 31 maggio | Al Oerter     |
| Terzo atleta della stagione    | 69,22 m | 31 maggio | Art Swarts    |

## La gara
Qualificazioni: Nove atleti ottengono la misura richiesta di 62,00 metri. Ad essi vanno aggiunti i 3 migliori lanci, fino a 59,92 m.

La miglior prestazione appartiene a Imrich Bugár (TCH), con 65,08 m.

Finale: la competizione, secondo alcuni, viene viziata dalla probabile malafede dei giudici. L'atleta di casa, Viktor Rashchupkin, esegue al quarto turno un ottimo lancio a 66,64 m che lo porta in testa alla classifica. Al sesto ed ultimo tentativo, il cubano Luis Delis fa un lancio che sembra capovolgere la situazione, almeno ad occhio. Il verdetto dei giudici lascia però il cubano di stucco: "solo" 66,32 metri.

Il primatista mondiale Wolfgang Schmidt giunge quarto con 65,64.

## Risultati

### Qualificazioni
Stadio Lenin, domenica 27 luglio.

Si qualificano per la finale i concorrenti che ottengono una misura di almeno 62,00 m; in mancanza di 12 qualificati, accedono alla finale i concorrenti con le 12 migliori misure.

### Finale
Stadio Lenin, lunedì 28 luglio.

I migliori 8 classificati dopo i primi tre lanci accedono ai tre lanci di finale.
| Record mondiale | 71,16 m | Germania Est | Wolfgang Schmidt | 1978 | Berlino Est |
| Record olimpico | 68,28 m | Stati Uniti  | Mac Wilkins      | 1976 | Montréal    |

| Pos     | Atleta            | Paese            | 1ª prova | 2ª prova | 3ª prova | 4ª prova        | 5ª prova        | 6ª prova        | Misura  | Note |
| ------- | ----------------- | ---------------- | -------- | -------- | -------- | --------------- | --------------- | --------------- | ------- | ---- |
| Oro     | Viktor Raščupkin  | Unione Sovietica | 62,38 m  | 64,72 m  | 65,08 m  | 66,64 m         | 60,48 m         | x               | 66,64 m |      |
| Argento | Imrich Bugár      | Cecoslovacchia   | 65,14 m  | 61,78 m  | 64,34 m  | 66,38 m         | 64,42 m         | 65,96 m         | 66,38 m |      |
| Bronzo  | Luis Delís        | Cuba             | x        | 63,46 m  | x        | 65,30 m         | x               | 66,32 m         | 66,32 m |      |
| 4       | Wolfgang Schmidt  | Germania Est     | x        | 61,60 m  | 65,30 m  | 65,64 m         | 65,34 m         | x               | 65,64 m |      |
| 5       | Jurij Dumčev      | Unione Sovietica | 64,78 m  | x        | 65,58 m  | x               | 63,16 m         | x               | 65,58 m |      |
| 6       | Igor' Duginec     | Unione Sovietica | 62,18 m  | 64,04 m  | 63,18 m  | x               | 62,04 m         | x               | 64,04 m |      |
| 7       | Emil Vladimirov   | Bulgaria         | 62,84 m  | 63,18 m  | 61,60 m  | 61,70 m         | 61,60 m         | 61,20 m         | 63,18 m |      |
| 8       | Velko Velev       | Bulgaria         | 60,88 m  | 60,74 m  | 63,04 m  | 61,14 m         | x               | 61,72 m         | 63,04 m |      |
| 9       | Markku Tuokko     | Finlandia        | 61,54 m  | 55,32 m  | 61,84 m  | Non qualificati | Non qualificati | Non qualificati | 61,84 m |      |
| 10      | Jose Santa Cruz   | Cuba             | 56,06 m  | 58,52 m  | 61,52 m  | Non qualificati | Non qualificati | Non qualificati | 61,52 m |      |
| 11      | Hilmar Hossfeld   | Germania Est     | 60,26 m  | 61,14 m  | 59,30 m  | Non qualificati | Non qualificati | Non qualificati | 61,14 m |      |
| 12      | Kenth Gardenkrans | Svezia           | 60,24 m  | 58,40 m  | 60,12 m  | Non qualificati | Non qualificati | Non qualificati | 60,24 m |      |

Legenda:
- X = Lancio nullo;
- RO = Record olimpico;
- RN = Record nazionale;
- RP = Record personale;
- PS = Personale stagionale;
- NM = Nessun lancio valido;
- NE = Non è sceso in pedana.